# Nyárády Antal
Nyárády Antal (Marosvásárhely, 1920. június 5. – Kolozsvár, 1982. augusztus 21.) erdélyi magyar botanikus, botanikai szakíró. Botanikai szakmunkákban nevének rövidítése: „A. Nyár.”.

## Életútja
Apja Nyárády Erazmus Gyula volt. Középiskoláit 1938-ban végezte a kolozsvári Református Kollégiumban, a Szegedről hazatért Ferenc József Tudományegyetemen már mint a Növényrendszertani és Geobotanikai Intézet gyakornoka Soó Rezső professzornál védte meg Magyarország vadontermő papaverfajai című doktori értekezését (Acta Botanica Hungarica V. kötet, 1942).
1942-1943-ban tanársegéd volt, majd az általános mozgósításkor behívták katonának, hadifogságba esett, és a Donyec-medence szénbányáiban dolgozott. 1947-ben tért haza, két évig középiskolai tanár volt a kolozsvári tanítóképzőben, majd 1949-1975 között a kolozsvári Mezőgazdasági Intézet botanikatanára és katedrafőnöke lett.
1949-ben újraszervezte az intézet botanikus kertjét. Ugyanekkor 1965-1975 között a Román Akadémia kolozsvári fiókjának keretében főkutató, a Notulae Botanicae Clujenses főszerkesztője volt.
Apja irányításával a készülő monumentális Flora R. P. R. – R. S. R. 13 kötetében 12 növénycsalád 85 nemzetségét (293 növényfajt) dolgozott fel, olyan fontos csoportokat, mint a boglárkafélék, mákfélék, perjefélék, madársóskafélék, mámorkafélék, vasfűfélék, télizöldfélék, kosborfélék.
1966-ban, apja halála után a nagy mű utolsó két kötetének tényleges szerkesztője lett. Az értékes Nyárády-herbárium – családi gyűjteményük – a nagyszebeni Brukenthal Múzeumba került.
Közel száz növényrendszertani és geobotanikai tárgyú szakdolgozata főleg hazai román nyelvű folyóiratokban, magyarországi és más külföldi tudományos kiadványokban jelent meg.

## Művei
- Acta Geobotanica, 1941
- Acta Agronimica Acad. Sci. Hungaricae, 1969
- Acta Botanici Horti Bucurestensis, 1961–62
- Revue Roumaine de Biologie, 1964
- Contribuții Botanice. Cluj, 1967

Társszerzője volt több román nyelvű egyetemi tankönyvnek: 
- Az Al. Borza nevével fémjelzett etnobotanikai szótár (Dicționar etnobotanic, 1968) magyar nomenklatúráját teljes egészében ő állította össze.
- Kezdeményezésére és szerkesztésében – munkatársak bevonásával – adták ki a Kolozsvári Mezőgazdasági Egyetem magkatalógusát (Index seminum Horti Agrobotanici – Cluj, IX. füzet) és egy másik szakmunkáját (Notulae botanice Horti Agrobotanici – Cluj, X. füzet) 1962 és 1975 között.

Magyarul írt, nagyközönségnek szánt könyvei: 
- Szántóföldi gyomnövények (1952)
- A méhlegelő és növényei (1958)